# Ultrabook

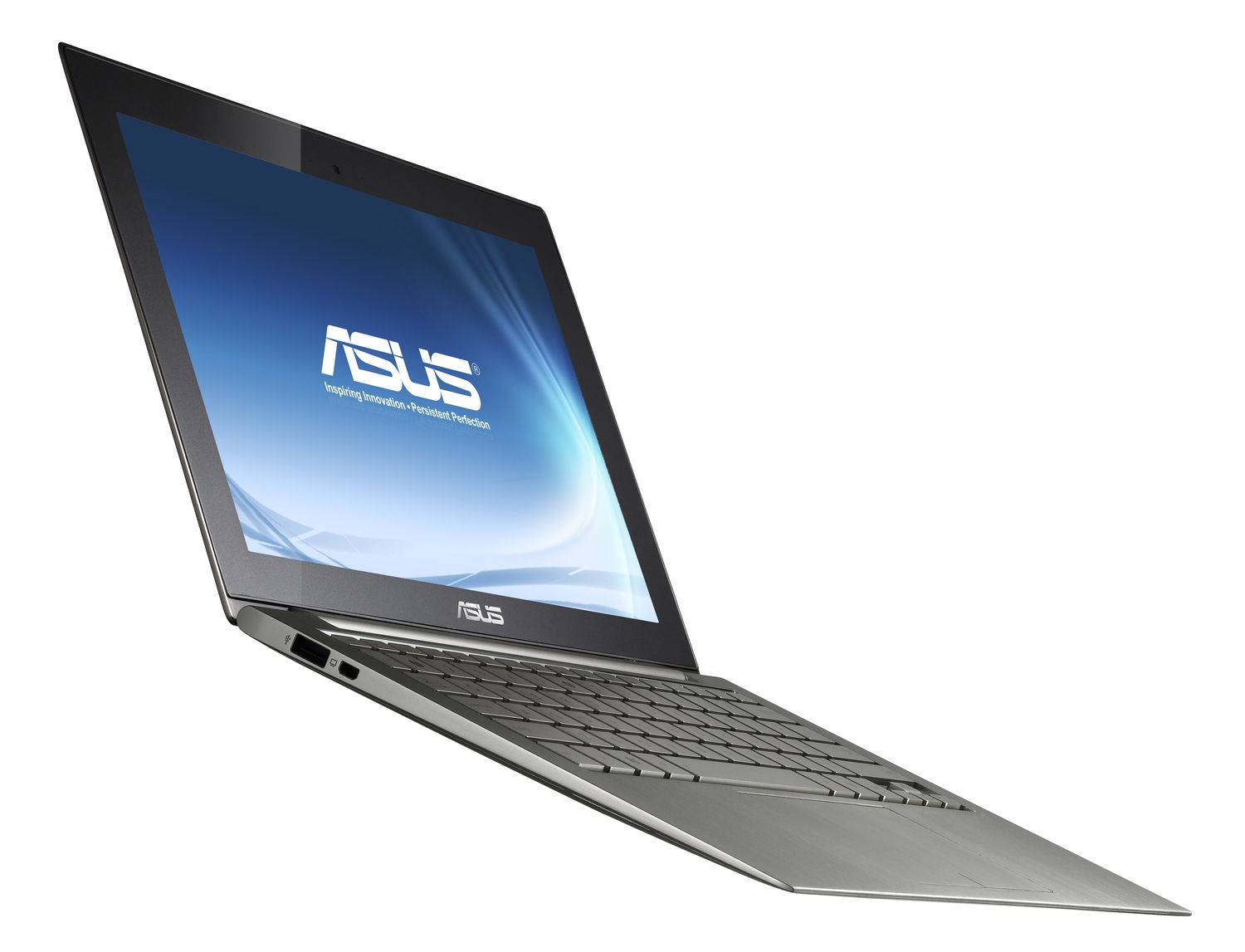
Asus x21

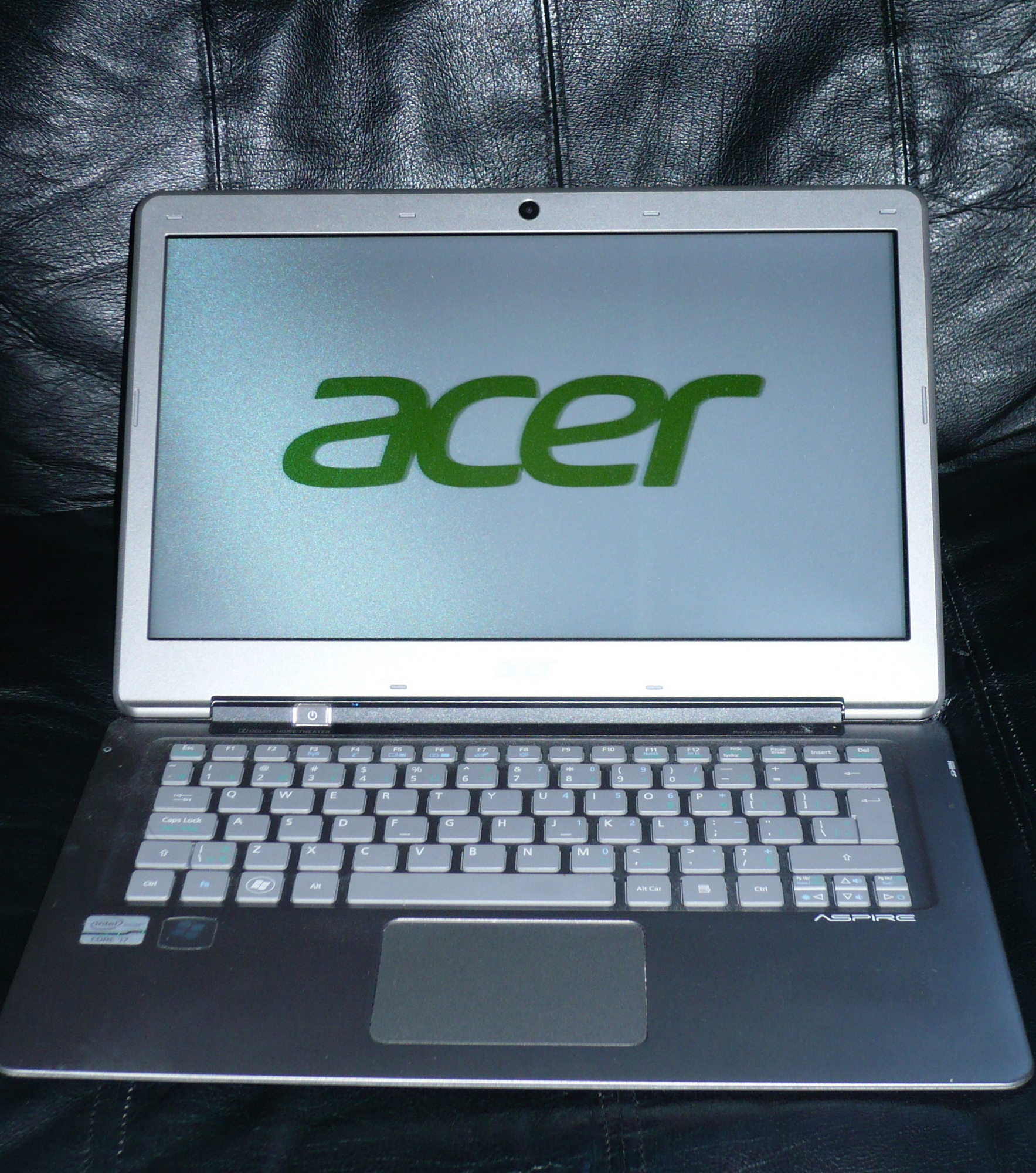
Acer Aspire S3

超輕薄筆電（英語：Ultrabook），有譯超級本、超筆電、超極致筆電，市面上第一款推出的超輕薄筆電是蘋果公司（Apple）開發的超薄型筆記型電腦MacBook Air，於2008年1月15日時首次發佈。蘋果公司聲稱這部電腦是「世上最薄的筆記型電腦」。對此英特爾也提出的一種新的筆記型電腦類型。比起一般的筆記型電腦，超輕薄筆電的特色為體積較薄、重量較輕、开机快和擁有較久的電池續航力。推出的超輕薄筆電是宏碁的Acer Aspire S3-951 蜂鳥超輕薄筆電。

## 起源
「Ultrabook」由英特爾註冊商標，2011年於台北國際電腦展覽會（Computex）推出，但其產品概念實際上源自蘋果公司大獲成功的MacBook Air。英特爾對其投資三億美元的基金，打算繼全球3C產業對iMac、iPod、iPhone及iPad的跟進風潮後，繼續仿效蘋果的成功策略。

## 定義
Ultrabook通常具有的特性：
- 捨棄非必要的插槽與設備。故光碟等介面皆得依靠外接裝置。
- 搭配低電壓的CPU（即型號以U結尾的英特爾CPU，熱設計功耗較低[6][7]）與記憶體，故能擁有極長待機時間。採用U系列CPU的筆記型電腦即是Ultrabook。
- 機身厚度薄，重量較普通電腦輕一半以上，方便攜帶。
- 繪圖與遊戲性能相對較弱。

## 發展規劃
英特爾計劃將超輕薄筆電在2011到2013年實行三步驟，並伴以低電壓的Sandy Bridge，Ivy Bridge，和 Haswell處理器。

### 第一階段：2011年第四季
- 超薄– 薄於20 mm （0.8 英寸）
- 超輕– 輕於1.4 kg （3.1 磅）[8]
- 超長待機 – 至少5～8小時
- 超主流價格 – 大約 $1,000 USD
- 無光碟機
- 使用SSD作為主要存儲媒介
- 使用CULV （17 W TDP） 英特爾Sandy Bridge處理器
- Core i5-2467M （1.6 GHz）
- Core i5-2557M （1.7 GHz）
- Core i7-2637M （1.7 GHz）
- Core i7-2677M （1.8 GHz）
- 整合英特爾 HD 3000 圖形芯片（12 EUs）

### 第二階段：2012年
- 更新至CULV 英特爾Ivy Bridge處理器
- 計劃支援:
- 比Sandy Bridge提升30%的圖形處理能力
- 比Sandy Bridge提升20%的CPU處理能力
- 支援USB 3.0, PCI Express 3.0
- 整合英特爾 HD 4000 圖形芯片

### 第三階段：2013年
- 更新至CULV 英特爾Haswell處理器
- 全新的節能系統– 僅有2011年超輕薄筆電的一半功耗
- 多核心製造工藝 （Westmere）
- 整合英特爾 HD 4xxx-5xxx 圖形芯片

## Ultrabook產品列表

### 2011年第4季
| 品牌與型號            | 基本型1 售價2 | 推出日期   | 基本型處理器（皆為Intel） | 基本 記憶體 容量 | 基本存储 容量 | 最小 厚度3          | 最大 厚度3          | 重量3              | 電池 續航力3       | 顯示器 分辨率   |
| --------------------- | ------------- | ---------- | ------------------------- | ---------------- | ------------- | ------------------- | ------------------- | ------------------ | ------------------ | --------------- |
| 宏碁 Aspire 3951 (S3) | 1,299 美元    | 2011年10月 | Core i5-2467M (1.6 GHz)   | 4 GB             | 240 GB SSD    | 13.10 mm （0.51吋） | 17.50 mm （0.69吋） | 1.35 kg （2.98磅） | 約6 小時           | 13.3吋 1366×768 |
| 華碩 Zenbook UX21     | 999 美元      | 2011年10月 | Core i5-2467M (1.6 GHz)   | 4 GB             | 128 GB SSD    |                     | 16.76 mm （0.66吋） | 1.10 kg （2.43磅） | 45瓦小時4 約7 小時 | 11.6吋 1366×768 |
| 華碩 Zenbook UX31     | 1,099 美元    | 2011年10月 | Core i5-2557M (1.7 GHz)   | 4 GB             | 128 GB SSD    |                     | 17.00 mm （0.67吋） | 1.30 kg （2.9磅）  | 50瓦小時 約7 小時  | 13.3吋 1600×900 |
| 聯想 IdeaPad U300S    | 1,199 美元    | 2011年11月 | Core i5-2467M (1.6 GHz)   | 4 GB             | 128 GB SSD    |                     | 14.99 mm （0.59吋） | 1.34 kg （2.95磅） | 30瓦小時           | 13.3吋 1366×768 |
| 東芝 Portege Z830     | 700 歐元      | 2011年11月 | Core i3-2367M (1.4 GHz)   | 4 GB             | 128 GB SSD    |                     | 16.00 mm （0.63吋） | 1.11 kg （2.45磅） | 47瓦小時 約8 小時  | 13.3吋 1366×768 |
| 東芝 Portege Z835     | 800 美元      | 2011年11月 |                           |                  |               |                     | 16.00 mm （0.63吋） | 1.11 kg （2.45磅） | 47瓦小時 約8 小時  | 13.3吋 1366×768 |

注：

1 各個型號又分別細分為若干子型號，主要差異為中央處理器與顯示晶片。本表格稱各型號的子型號中，配備最低階的為基本型。

2 價格為製造商宣布，或者上市時的定價。

3 本規格為筆電製造商公佈數據。

4 瓦小時（Wh）是能量單位，1瓦小時等於3600焦耳。出現在電池的規格時，代表全新電池自充滿電至完全放電過程中，所釋放的總能量的理論值。